# ویلیام بولوک
ویلیام بولوک (انگلیسی: William Bullock (inventor)؛ ۲ اوت ۱۸۱۳ – ۱۲ آوریل ۱۸۶۷) یک مخترع اهل ایالات متحده آمریکا بود وی مخترع پرس چرخنده چاپ بود. چندین سال پس از اختراع این ماشین پایش در هنگام نصب یک نسخه از آن در شهر فیلادلفیا گیر کرد و آسیب دید. پای آسیب‌دیده به قانقاریا مبتلا شد و بولوک در حین قطع عضو درگذشت.